# مارتن راسيل
مارتن راسيل (بالإنجليزية: Martin Russell)‏ (27 أبريل 1967 بدبلن في جمهورية أيرلندا - ) هو مدرب كرة قدم ولاعب كرة قدم أيرلندي في مركز الوسط. شارك مع منتخب جمهورية أيرلندا تحت 21 سنة لكرة القدم وRepublic of Ireland national football B team ‏. أما مع النوادي، فقد لعب مع باتريك أتلتيك وبرمنغهام سيتي وبورتاداون وليستر سيتي ومانشستر يونايتد ونادي ميدلزبره ونورويتش سيتي ونادي سكاربورو.

## وصلات خارجية
- مارتن راسيل على موقع الاتحاد الدولي (مؤرشف)  (الإنجليزية)
- مارتن راسيل على موقع قاعدة بيانات كرة القدم.إي يو (الإنجليزية)